# Federação Pan-Americana de Handebol
A Federação Pan-Americana de Handebol (em inglês:  Pan-American Team Handball Federation, PATHF) foi um órgão continental de handebol, handebol de praia, handebol em cadeira de rodas e handebol de neve das Américas (incluindo federações nacionais da América do Norte, América Central, América do Sul e do Caribe, afiliada à Federação Internacional de Handebol (IFH).
Fundada em 23 de maio de 1977 pelas federações de Argentina, Chile, Canadá, México e Estados Unidos da América, a PATHF era a responsável no continente americano por organizar competições para seleções e clubes nacionais e conduzir torneios classificatórios para o Campeonato Mundial de Handebol Masculino e o Campeonato Mundial de Handebol Feminino.
Em 14 de janeiro de 2018, durante a reunião do Conselho da IHF, a PATHF foi suspensa pela IFH, sob alegação de que não hvia sinais de desenvolvimento no nível de handebol e handebol de praia nos países do continente. O Tribunal Arbitral do Esporte chegou a declarar sem efeito a decisão essa decisão, mas a IFH deu prosseguimento ao seu projeto de descredenciar a PATHF para a criação de duas novas entidades, a Confederação Sul e Centro Americana de Handebol (SACHC) e a Confederação da América do Norte e do Caribe de Handebol (NACHC).

## Torneios

### Pan-América
- Campeonato Pan-Americano de Handebol Masculino
- Campeonato Pan-Americano de Handebol Feminino
- Campeonato Pan-Americano de Handebol Masculino Sub-21
- Campeonato Pan-Americano de Handebol Feminino Sub-20
- Campeonato Pan-Americano de Handebol Masculino Sub-19
- Campeonato Pan-Americano de Handebol Feminino Sub-18
- Campeonato Pan-Americano de Handebol Masculino Sub-17
- Campeonato Pan-Americano de Handebol Feminino Sub-16
- Campeonato Pan-Americano de Handebol de Praia Masculino
- Campeonato Pan-Americano de Handebol de Praia Feminino
- Jogos Pan-Americanos
- Campeonato Pan-Americano de Clubes de Handebol Masculino

### América do Sul
- Campeonato Sul-Americano de Handebol Masculino
- Campeonato Sul-Americano de Handebol Feminino
- Campeonato Sul-Americano de Handebol Masculino Sub-21
- Campeonato Sul-Americano de Handebol Feminino Sub-20
- Campeonato Sul-Americano de Handebol Masculino Sub-19
- Campeonato Sul-Americano de Handebol Feminino Sub-18
- Campeonato Sul-Americano de Handebol Masculino Sub-17
- Campeonato Sul-Americano de Handebol Feminino Sub-16
- Campeonato Sul-Americano de Handebol Masculino Sub-14
- Campeonato Sul-Americano de Handebol Feminino Sub-14
- Campeonato Sul-Americano de Clubes de Handebol Masculino
- Jogos Sul-Americanos
- Jogos Bolivarianos

#### Handebol de Praia
- Jogos Sul-Americanos de Praia
- Jogos Bolivarianos de Praia

### América do Norte, América Central e Caribe
- Campeonato Nor.Ca. de Handebol Masculino
- Campeonato Nor.Ca. de Handebol Feminino
- Campeonato Caribenho de Handebol Masculino
- Campeonato Caribenho de Handebol Feminino
- Campeonato Centro-Americano de Handebol Masculino
- Campeonato Centro-Americano de Handebol Feminino
- Jogos da América Central
- Jogos da América Central e Caribe